# Alegranza
Alegranza es uno de los islotes del archipiélago Chinijo, al norte de Lanzarote, a orillas del océano Atlántico. Administrativamente pertenece al municipio lanzaroteño de Teguise, en la provincia de Las Palmas, Canarias, España. Es el segundo más grande del archipiélago Chinijo después de la isla de La Graciosa.

## Descripción

Modelo en 3D.

Forma parte del parque natural del Archipiélago Chinijo. Es la más septentrional del archipiélago Chinijo y de todas las islas Canarias. Tiene una superficie de 10,21 km² y no está habitada. El faro de Punta Delgada, en la parte oriental del islote, fue declarado Bien de Interés Cultural el 20 de diciembre de 2002.
El paisaje está caracterizado, desde el punto de vista geológico, por la presencia del gran edificio volcánico que constituye la Caldera de Alegranza, con un cráter de 1,1 km de diámetro y una altitud de 289 m s. n. m.
La abundancia de pesca permite que aniden muchas especies de aves. En Alegranza nidifica la pardela cenicienta, alcanzando la mayor densidad reproductora de Canarias y de España.
Actualmente la isla pertenece a la familia Jordán-Martinón, que vive en Masdache (Lanzarote) y Tenerife.